# Ո
Vo (mayúscula: Ո; minúscula: ո; en armenio: վո) es la vigésimo cuarta letra del alfabeto armenio. 
Tiene un valor numérico de 600.
Fue creado por Mesrop Mashtots en el siglo V. Representa la vocal redondeada posterior media abierta (/ɔ/), pero cuando aparece aislada o inicialmente como palabra representa /vɔ/, salvo en las palabras ով (ov, 'quién') y ովքեր (ovk'er, 'estos, estas personas') en armenio oriental. 
Es una de las dos letras que representan el sonido O, la otra es Օ, una adición moderna que no fue creada por Mashtots.
Su variante minúscula es homoglifa a la forma minúscula de la letra latina N. En su forma mayúscula se parece una letra U latina invertida, a la letra Ue (ꓵ) o a la forma asomtavruli de la letra georgiana ghani (Ⴖ).

## Como componente en U
Esta letra, junto con Vyun (o Hiwn en armenio clásico), es parte de la U armenia (ՈՒ Ու ու). Debido a que la letra U no está presente en el alfabeto de Mashtots, utiliza un dígrafo compuesto por estas dos letras.

## Códigos informáticos
| Carácter      | Ո                          | Ո                          | ո                        | ո                        |
| ------------- | -------------------------- | -------------------------- | ------------------------ | ------------------------ |
| Unicode       | ARMENIAN CAPITAL LETTER VO | ARMENIAN CAPITAL LETTER VO | ARMENIAN SMALL LETTER VO | ARMENIAN SMALL LETTER VO |
| Codificación  | decimal                    | hex                        | decimal                  | hex                      |
| Unicode       | 1352                       | U+0548                     | 1400                     | U+0578                   |
| UTF-8         | 213 136                    | D5 88                      | 213 184                  | D5 B8                    |
| Ref. numérica | &#1352;                    | &#x548;                    | &#1400;                  | &#x578;                  |

## Galería

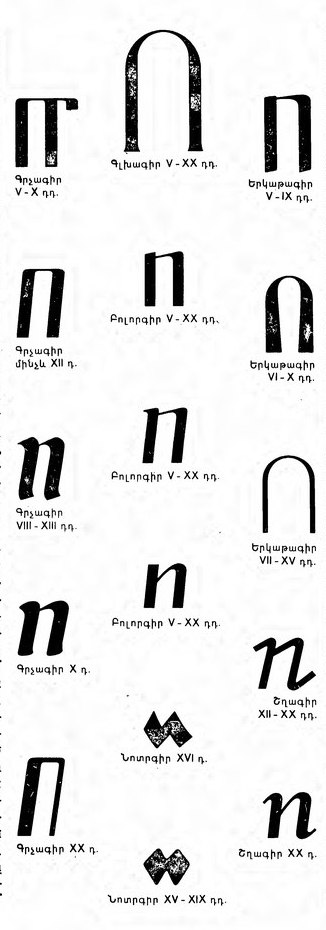
Varias fuentes históricas

Erkat'agir redondeada
Erkat'agir angular
Bolorgir
Notrgir
Shghagir
Forma tipográfica
Forma manuscrita

## Braille

Armenio oriental
Armenio occidental

## Caracteres relacionados y similares
- O o : Letra latina O
- О о : Letra cirílica O
- Օ օ : Letra armenia O
- ꓵ : Letra de Lisu Ue
- ՈՒ Ու ու : Letra armenia U
- Ⴖ : Letra georgiana Ghani, en forma asomtavruli